# هوش مصنوعی در توسعه نرم‌افزار

## مقدمه
در سال‌های اخیر، هوش مصنوعی (AI) تحول بزرگی در صنعت نرم‌افزار ایجاد کرده است. از تولید خودکار کد گرفته تا تست‌گیری هوشمند و حتی طراحی معماری سیستم‌ها، AI به یکی از ابزارهای ضروری در دنیای برنامه‌نویسی تبدیل شده است.
استفاده از مدل‌های زبانی بزرگ (LLM)، ابزارهایی مانند GitHub Copilot و همچنین الگوریتم‌های پیشرفته یادگیری ماشین، باعث شده تا فرآیند توسعه نرم‌افزار سریع‌تر، کارآمدتر و کمتر خطاگرا شود. با این حال، استفاده گسترده از هوش مصنوعی در این حوزه دارای چالش‌ها و محدودیت‌هایی نیز هست که در این مقاله به بررسی جامعی از این فناوری از دیدگاه توسعه‌دهندگان، مدیران پروژه و متخصصان امنیت می‌پردازیم.
1. ↑  عارفی, پوهنیار ضیاءالله (2024-05-26). "تأثیر هوش مصنوعی بر بازار کار با تأکید بر وضعیت نیروی کار در افغانستان". مجله علمی تحقیقی تاج. 01 (02): 1–18. doi:10.63616/taj.v.01.i.02.01. ISSN 2664-9144. {{cite journal}}: Check |doi= value (help)

## کاربردهای هوش مصنوعی در توسعه نرم‌افزار
هوش مصنوعی در چندین حوزه اصلی از توسعه نرم‌افزار به کار گرفته می‌شود:
- تولید خودکار کد: ابزارهایی مانند GitHub Copilot با استفاده از مدل‌های زبانی قادرند خطوط کد را پیشنهاد یا نوشتار کامل توابع را انجام دهند.
- تست‌گیری هوشمندانه: سیستم‌های AI می‌توانند خودکار سناریوهای تست را ایجاد کنند و خطاها را قبل از انتشار محصول شناسایی کنند.
- بهینه‌سازی DevOps: هوش مصنوعی در فرآیندهای CI/CD به بهبود عملکرد و کاهش زمان استقرار کمک می‌کند.
- پیش‌بینی خطاها: با استفاده از یادگیری ماشین، می‌توان الگوهای خطا را در کدهای قدیمی شناسایی کرد و از بروز مشکلات آینده جلوگیری کرد.

1. ↑  عارفی, پوهنیار ضیاءالله (2024-05-26). "تأثیر هوش مصنوعی بر بازار کار با تأکید بر وضعیت نیروی کار در افغانستان". مجله علمی تحقیقی تاج. 01 (02): 1–18. doi:10.63616/taj.v.01.i.02.01. ISSN 2664-9144. {{cite journal}}: Check |doi= value (help)

## ابزارها و فناوری‌های موجود
با پیشرفت‌های اخیر در زمینهٔ مدل‌های زبانی بزرگ (Large Language Models)، ابزارهای متعددی برای کمک به توسعه‌دهندگان عرضه شده‌اند:
- **GitHub Copilot**: یکی از معروف‌ترین ابزارهاست که به عنوان یک همراه هوشمند کدنویسی، پیشنهادات کد را در محیط‌های IDE ارائه می‌دهد.
- **Tabnine**: ابزاری که با استفاده از هوش مصنوعی، پیشنهادات دقیق‌تری برای تکمیل کد ارائه می‌دهد.
- **Amazon CodeWhisperer**: ابزاری که امنیت و مربوط‌بودن کد را بهتر در نظر می‌گیرد.
- **ابزارهای داخلی شرکت‌های بزرگ**: شرکت‌هایی مانند Microsoft، Google و Meta نیز ابزارهای اختصاصی خود را برای کمک به توسعه‌دهندگان منتشر کرده‌اند.

1. ↑  Rajamani, Sriram (2022-11-09). "AI Assisted Programming". Proceedings of the 15th Annual ACM India Compute Conference. New York, NY, USA: ACM: 5–5. doi:10.1145/3561833.3568496.

## مزایای استفاده از هوش مصنوعی
استفاده از هوش مصنوعی در توسعه نرم‌افزار، مزایای متعددی دارد:
- افزایش بهره‌وری: توسعه‌دهندگان می‌توانند با سرعت بیشتری کار کنند و زمان کمتری را صرف کدهای تکراری کنند.
- کاهش زمان توسعه: با استفاده از ابزارهای هوشمند، مراحل مختلف توسعه سریع‌تر انجام می‌شوند.
- بهبود کیفیت کد: سیستم‌های هوشمند می‌توانند الگوها و روش‌های بهتر برنامه‌نویسی را به توسعه‌دهندگان پیشنهاد دهند.
- تسهیل یادگیری: برنامه‌نویسان جوان می‌توانند با کمک این ابزارها سریع‌تر مفاهیم برنامه‌نویسی را بیاموزند.

1. ↑  Shaw, Mary; Zhu, Liming (2022-11). "Can Software Engineering Harness the Benefits of Advanced AI?". IEEE Software. 39 (6): 99–104. doi:10.1109/ms.2022.3203200. ISSN 0740-7459. {{cite journal}}: Check date values in: |date= (help)

## چالش‌های استفاده از هوش مصنوعی
با وجود تمامی مزایا، استفاده از هوش مصنوعی در توسعه نرم‌افزار بدون چالش نیست:
- کیفیت و قابلیت اطمینان کد تولیدی: کدهای تولیدشده توسط AI گاهی از استانداردهای کیفی لازم برخوردار نیستند.
- مشکلات امنیتی: کدهای پیشنهادی ممکن است شامل ثغرات امنیتی پنهان باشند.
- وابستگی بیش از حد: توسعه‌دهندگان ممکن است به‌جای یادگیری عمیق، فقط به AI متکی شوند.
- مسائل اخلاقی و حقوقی: سؤالاتی مانند مالکیت کد تولیدشده توسط AI همچنان مطرح است.

1. ↑  Hollender, Martin; Xu, Chaojun; Tan, Ruomu (2024-04-14). "Engineering Challenges in Industrial AI". Proceedings of the IEEE/ACM 3rd International Conference on AI Engineering - Software Engineering for AI. New York, NY, USA: ACM: 41–42. doi:10.1145/3644815.3644968.

## نقش هوش مصنوعی در آینده توسعه نرم‌افزار
در آینده، هوش مصنوعی نقش بیشتری در توسعه نرم‌افزار خواهد داشت:
- ابزارهای Low-code + AI به توسعه‌دهندگان غیرفنی اجازه خواهند داد تا بدون دانش عمیق برنامه‌نویسی، نرم‌افزار بسازند.
- ایده Auto-programming – یعنی نوشتن کد بدون دخالت مستقیم برنامه‌نویس – در حال شکل‌گیری است.
- توسعه‌دهندگان نیاز به یادگیری مهارت‌های جدیدی دارند تا بتوانند با این فناوری همراهی کنند.
- سازمان‌ها باید سیاست‌های استفاده از هوش مصنوعی در توسعه نرم‌افزار را تعیین کنند.

1. ↑  «Research software is critical to the future of AI-driven research». doi.org. ۲۰۲۴-۰۸-۲۲. دریافت‌شده در ۲۰۲۵-۰۶-۱۲.

## جمع‌بندی
استفاده از هوش مصنوعی در توسعه نرم‌افزار یکی از مهم‌ترین تحولات دهه آینده است. این فناوری می‌تواند به طور چشمگیری فرآیند توسعه را تسریع کند و کیفیت محصول نهایی را بهبود بخشد. با این حال، استفاده از آن نیازمند درک عمیق از مزایا و خطرات آن است.
در آینده، نه تنها توسعه‌دهندگان باید با این ابزارها کار کنند، بلکه سازمان‌ها نیز باید ساختارهای خود را برای استفاده بهینه از هوش مصنوعی در محیط‌های توسعه تطبیق دهند.
1. ↑  Batte, Benjamin (2024). "How AI is Transforming Code Review and Refactoring in Software Development". SSRN Electronic Journal. doi:10.2139/ssrn.4934460. ISSN 1556-5068.